# Voleibol nos Jogos Pan-Americanos Júnior de 2025 - Feminino
O torneio feminino de voleibol nos Jogos Pan-Americanos Júnior de 2025 ocorreu entre os dias entre os dias 10 a 15 de agosto, cujas partidas foram realizadas na Quadra da Federação Paraguaia de Vôlei em Assunção.
O Brasil conquistou seu bicampeonato na competição ao superar o México na final, garantindo também a vaga direta nos Jogos Pan-Americanos de 2027.

## Medalhistas
|  | BRA Brasil |  | MEX México |  | DOM República Dominicana |
|  | Heloise Soares Adria Julia Julliana Gandra Stephany Morete Jaqueline Schmitz Lívia Santos Camilly Salomé Maria Clara Albrecht Gabriela Carneiro Maria Clara Andrade Ana Luiza Rüdiger Letícia Araújo |  | Ashly Morales Cassandra Soto Alejandra Cordova Jimena Salinas Katherine Ramírez Arleth Márquez Ximena Solar Marcela Herrera Andrea Felix Aime Topete Michelle Lizarraga Aitana Tanguma |  | Edily Soler Ambar Hernández Katielle Alonzo Alondra Tapia Selanny Puente Ailyn Liberato Vallery Martínez Crismeily Paniagua Dilenny Maleno Florangel Terrero |

## Qualificação das equipes para o torneio
Para definir as oito equipes, as sete foram classificadas de acordo com o ranking da Confederação Sul-Americana de Voleibol (CSV) e da Confederação da América do Norte, Central e Caribe de Voleibol (NORCECA). O Paraguai, por ser o país-sede, garantiu a vaga automática.

## Formato
As oito equipes foram divididas em dois grupos de quatro seleções cada. As equipes do mesmo grupo se enfrentaram, totalizando 3 jogos para cada time. As seleções mais bem classificadas de cada grupo avançaram para as semifinais. As seleções que terminaram em segundo e terceiro lugar nos seus respectivos grupos disputaram as quartas de final; e as seleções que ficaram em quarto lugar, disputaram os playoffs para definir o 5º e o 7º lugar, junto com quem perder nas quartas de final. Nas semifinais, as equipes vencedoras disputaram a medalha de ouro e as perdedoras a medalha de bronze.

## Primeira Fase
|  | Equipe classificada às semifinais        |
|  | Equipes classificada às quartas de final |
|  | Equipes classificadas aos playoffs       |

Todas as partidas seguem o fuso horário local (UTC-3).
Grupo A
|     |                |     | Jogos | Jogos | Jogos | Resultados | Resultados | Resultados | Resultados | Resultados | Resultados | Sets | Sets | Sets  | Pontos | Pontos | Pontos |
| Pos | Equipe         | Pts | T     | V     | D     | 3–0        | 3–1        | 3–2        | 2–3        | 1–3        | 0–3        | V    | P    | R     | V      | P      | R      |
| --- | -------------- | --- | ----- | ----- | ----- | ---------- | ---------- | ---------- | ---------- | ---------- | ---------- | ---- | ---- | ----- | ------ | ------ | ------ |
| 1   | ARG Argentina  | 15  | 3     | 3     | 0     | 3          | 0          | 0          | 0          | 0          | 0          | 9    | 0    | MAX   | 225    | 163    | 1.380  |
| 2   | CUB Cuba       | 10  | 3     | 2     | 1     | 2          | 0          | 0          | 0          | 0          | 1          | 6    | 3    | 2.000 | 212    | 157    | 1.350  |
| 3   | CRC Costa Rica | 5   | 3     | 1     | 2     | 1          | 0          | 0          | 0          | 0          | 2          | 3    | 6    | 0.500 | 167    | 203    | 0.823  |
| 4   | PAR Paraguai   | 0   | 3     | 0     | 3     | 0          | 0          | 0          | 0          | 0          | 3          | 0    | 9    | 0.000 | 144    | 225    | 0.640  |

Resultados
| 10 de agosto de 2025 P2P3Relatório | Cuba     | 0 – 3             | Argentina | Quadra da Federação Paraguaia de Vôlei, Assunção |
| 10 de agosto de 2025 P2P3Relatório | 18 21 23 | Set 1 Set 2 Set 3 | 25        | Quadra da Federação Paraguaia de Vôlei, Assunção |

| 10 de agosto de 2025 P2P3Relatório | Paraguai | 0 – 3             | Costa Rica | Quadra da Federação Paraguaia de Vôlei, Assunção |
| 10 de agosto de 2025 P2P3Relatório | 21 11    | Set 1 Set 2 Set 3 | 25         | Quadra da Federação Paraguaia de Vôlei, Assunção |

| 11 de agosto de 2025 P2P3Relatório | Cuba | 3 – 0             | Costa Rica | Quadra da Federação Paraguaia de Vôlei, Assunção |
| 11 de agosto de 2025 P2P3Relatório | 25   | Set 1 Set 2 Set 3 | 11 14 15   | Quadra da Federação Paraguaia de Vôlei, Assunção |

| 11 de agosto de 2025 P2P3Relatório | Paraguai | 0 – 3             | Argentina | Quadra da Federação Paraguaia de Vôlei, Assunção |
| 11 de agosto de 2025 P2P3Relatório | 16 12 21 | Set 1 Set 2 Set 3 | 25        | Quadra da Federação Paraguaia de Vôlei, Assunção |

| 12 de agosto de 2025 P2P3Relatório | Argentina | 3 – 0             | Costa Rica | Quadra da Federação Paraguaia de Vôlei, Assunção |
| 12 de agosto de 2025 P2P3Relatório | 25        | Set 1 Set 2 Set 3 | 11 19 22   | Quadra da Federação Paraguaia de Vôlei, Assunção |

| 12 de agosto de 2025 P2P3Relatório | Paraguai | 0 – 3             | Cuba | Quadra da Federação Paraguaia de Vôlei, Assunção |
| 12 de agosto de 2025 P2P3Relatório | 16 12 14 | Set 1 Set 2 Set 3 | 25   | Quadra da Federação Paraguaia de Vôlei, Assunção |

Grupo B
|     |                          |     | Jogos | Jogos | Jogos | Resultados | Resultados | Resultados | Resultados | Resultados | Resultados | Sets | Sets | Sets  | Pontos | Pontos | Pontos |
| Pos | Equipe                   | Pts | T     | V     | D     | 3–0        | 3–1        | 3–2        | 2–3        | 1–3        | 0–3        | V    | P    | R     | V      | P      | R      |
| --- | ------------------------ | --- | ----- | ----- | ----- | ---------- | ---------- | ---------- | ---------- | ---------- | ---------- | ---- | ---- | ----- | ------ | ------ | ------ |
| 1   | BRA Brasil               | 13  | 3     | 3     | 0     | 1          | 2          | 0          | 0          | 0          | 0          | 9    | 2    | 4.500 | 268    | 197    | 1.360  |
| 2   | MEX México               | 10  | 3     | 2     | 1     | 1          | 1          | 0          | 0          | 1          | 0          | 7    | 4    | 1.750 | 243    | 235    | 1.034  |
| 3   | DOM República Dominicana | 7   | 3     | 1     | 2     | 1          | 0          | 0          | 0          | 2          | 0          | 5    | 6    | 0.833 | 246    | 256    | 0.961  |
| 4   | CHI Chile                | 0   | 3     | 0     | 3     | 0          | 0          | 0          | 0          | 0          | 3          | 0    | 9    | 0.000 | 149    | 225    | 0.662  |

Resultados
| 10 de agosto de 2025 P2P3Relatório | República Dominicana | 3 – 0             | Chile    | Quadra da Federação Paraguaia de Vôlei, Assunção |
| 10 de agosto de 2025 P2P3Relatório | 25                   | Set 1 Set 2 Set 3 | 21 15 18 | Quadra da Federação Paraguaia de Vôlei, Assunção |

| 10 de agosto de 2025 P2P3Relatório | Brasil   | 3 – 1                   | México   | Quadra da Federação Paraguaia de Vôlei, Assunção |
| 10 de agosto de 2025 P2P3Relatório | 25 21 25 | Set 1 Set 2 Set 3 Set 4 | 18 25 15 | Quadra da Federação Paraguaia de Vôlei, Assunção |

| 11 de agosto de 2025 P2P3Relatório | República Dominicana | 1 – 3                   | México | Quadra da Federação Paraguaia de Vôlei, Assunção |
| 11 de agosto de 2025 P2P3Relatório | 25 20 22 16          | Set 1 Set 2 Set 3 Set 4 | 20 25  | Quadra da Federação Paraguaia de Vôlei, Assunção |

| 11 de agosto de 2025 P2P3Relatório | Brasil | 3 – 0             | Chile    | Quadra da Federação Paraguaia de Vôlei, Assunção |
| 11 de agosto de 2025 P2P3Relatório | 25     | Set 1 Set 2 Set 3 | 13 14 12 | Quadra da Federação Paraguaia de Vôlei, Assunção |

| 12 de agosto de 2025 P2P3Relatório | México | 3 – 0             | Chile    | Quadra da Federação Paraguaia de Vôlei, Assunção |
| 12 de agosto de 2025 P2P3Relatório | 25     | Set 1 Set 2 Set 3 | 23 16 17 | Quadra da Federação Paraguaia de Vôlei, Assunção |

| 12 de agosto de 2025 P2P3Relatório | República Dominicana | 1 – 3                   | Brasil   | Quadra da Federação Paraguaia de Vôlei, Assunção |
| 12 de agosto de 2025 P2P3Relatório | 17 23 25 20          | Set 1 Set 2 Set 3 Set 4 | 25 22 25 | Quadra da Federação Paraguaia de Vôlei, Assunção |

## Decisão do 5º e 7º lugar
|  | Playoffs             | Playoffs |                      |   | 5º lugar | 5º lugar |
|  |                      |          |                      |   |          |          |
|  | 14 de agosto – 11:00 |          |                      |   |          |          |
|  |                      |          |                      |   |          |          |
|  | Chile                | 1        |                      |   |          |          |
|  | Chile                | 1        | 15 de agosto – 11:00 |   |          |          |
|  | Costa Rica           | 3        |                      |   |          |          |
|  | Costa Rica           | 3        | Costa Rica           | 0 |          |          |
|  | 14 de agosto – 14:00 |          | Costa Rica           | 0 |          |          |
|  |                      | Cuba     | 3                    |   |          |          |
|  | Paraguai             | Cuba     | 3                    | 0 |          |          |
|  | Paraguai             |          |                      | 0 |          |          |
|  | Cuba                 | 3        |                      |   |          |          |
|  | Cuba                 | 3        | 7º lugar             |   |          |          |
|  |                      |          |                      |   |          |          |
|  | 15 de agosto – 9:00  |          |                      |   |          |          |
|  |                      |          |                      |   |          |          |
|  | Chile                | 2        |                      |   |          |          |
|  | Chile                | 2        |                      |   |          |          |
|  | Paraguai             | 3        |                      |   |          |          |

Playoffs
| 14 de agosto de 2025 P2P3Relatório | Chile       | 1 – 3                   | Costa Rica  | Quadra da Federação Paraguaia de Vôlei, Assunção |
| 14 de agosto de 2025 P2P3Relatório | 23 26 25 21 | Set 1 Set 2 Set 3 Set 4 | 25 28 21 25 | Quadra da Federação Paraguaia de Vôlei, Assunção |

| 14 de agosto de 2025 P2P3Relatório | Paraguai | 0 – 3             | Cuba | Quadra da Federação Paraguaia de Vôlei, Assunção |
| 14 de agosto de 2025 P2P3Relatório | 18 11 19 | Set 1 Set 2 Set 3 | 25   | Quadra da Federação Paraguaia de Vôlei, Assunção |

7º Lugar
| 15 de agosto de 2025 P2P3Relatório | Chile       | 2 – 3                         | Paraguai    | Quadra da Federação Paraguaia de Vôlei, Assunção |
| 15 de agosto de 2025 P2P3Relatório | 25 16 17 12 | Set 1 Set 2 Set 3 Set 4 Set 5 | 20 16 25 15 | Quadra da Federação Paraguaia de Vôlei, Assunção |

5º Lugar
| 15 de agosto de 2025 P2P3Relatório | Costa Rica | 0 – 3             | Cuba | Quadra da Federação Paraguaia de Vôlei, Assunção |
| 15 de agosto de 2025 P2P3Relatório | 15 13 12   | Set 1 Set 2 Set 3 | 25   | Quadra da Federação Paraguaia de Vôlei, Assunção |

## Fase Final
|  | Quartas de final     | Quartas de final     |                      |   | Semifinais | Semifinais           |                      |  | Final | Final |
|  |                      |                      |                      |   |            |                      |                      |  |       |       |
|  | 13 de agosto– 19:00  |                      |                      |   |            |                      |                      |  |       |       |
|  |                      |                      |                      |   |            |                      |                      |  |       |       |
|  | Cuba                 | 0                    |                      |   |            |                      |                      |  |       |       |
|  | Cuba                 | 0                    | 14 de agosto – 17:30 |   |            |                      |                      |  |       |       |
|  | República Dominicana | 3                    |                      |   |            |                      |                      |  |       |       |
|  | República Dominicana | 3                    | Brasil               | 3 |            |                      |                      |  |       |       |
|  |                      |                      | Brasil               | 3 |            |                      |                      |  |       |       |
|  |                      |                      | República Dominicana | 0 |            |                      |                      |  |       |       |
|  |                      |                      | República Dominicana | 0 |            |                      |                      |  |       |       |
|  |                      |                      | 15 de agosto – 15:00 |   |            |                      |                      |  |       |       |
|  |                      |                      |                      |   |            |                      |                      |  |       |       |
|  | Brasil               | 3                    |                      |   |            |                      |                      |  |       |       |
|  | Brasil               | 3                    | 13 de agosto– 16:00  |   |            |                      |                      |  |       |       |
|  |                      | México               | 0                    |   |            |                      |                      |  |       |       |
|  | México               | México               | 0                    | 3 |            |                      |                      |  |       |       |
|  | México               | 14 de agosto – 20:30 |                      | 3 |            |                      |                      |  |       |       |
|  | Costa Rica           | 0                    |                      |   |            |                      |                      |  |       |       |
|  | Costa Rica           | 0                    | Argentina            | 0 |            |                      |                      |  |       |       |
|  |                      |                      | Argentina            | 0 |            |                      |                      |  |       |       |
|  |                      |                      | México               | 3 |            | Disputa pelo 3°lugar | Disputa pelo 3°lugar |  |       |       |
|  |                      |                      | México               | 3 |            | Disputa pelo 3°lugar | Disputa pelo 3°lugar |  |       |       |
|  |                      |                      | 15 de agosto – 13:00 |   |            |                      |                      |  |       |       |
|  |                      |                      |                      |   |            |                      |                      |  |       |       |
|  | República Dominicana | 3                    |                      |   |            |                      |                      |  |       |       |
|  | República Dominicana | 3                    |                      |   |            |                      |                      |  |       |       |
|  | Argentina            | 1                    |                      |   |            |                      |                      |  |       |       |
|  | Argentina            | 1                    |                      |   |            |                      |                      |  |       |       |

Quartas de final
| 13 de agosto de 2025 P2P3Relatório | México | 3 – 0             | Costa Rica | Quadra da Federação Paraguaia de Vôlei, Assunção |
| 13 de agosto de 2025 P2P3Relatório | 25     | Set 1 Set 2 Set 3 | 17 18 19   | Quadra da Federação Paraguaia de Vôlei, Assunção |

| 13 de agosto de 2025 P2P3Relatório | Cuba     | 0 – 3             | República Dominicana | Quadra da Federação Paraguaia de Vôlei, Assunção |
| 13 de agosto de 2025 P2P3Relatório | 20 25 18 | Set 1 Set 2 Set 3 | 25 27 25             | Quadra da Federação Paraguaia de Vôlei, Assunção |

Semifinais
| 14 de agosto de 2025 P2P3Relatório | Brasil | 3 – 0             | República Dominicana | Quadra da Federação Paraguaia de Vôlei, Assunção |
| 14 de agosto de 2025 P2P3Relatório | 25     | Set 1 Set 2 Set 3 | 22 19 13             | Quadra da Federação Paraguaia de Vôlei, Assunção |

| 14 de agosto de 2025 P2P3Relatório | Argentina | 0 – 3             | México | Quadra da Federação Paraguaia de Vôlei, Assunção |
| 14 de agosto de 2025 P2P3Relatório | 20 12 16  | Set 1 Set 2 Set 3 | 25     | Quadra da Federação Paraguaia de Vôlei, Assunção |

3º Lugar
| 15 de agosto de 2025 P2P3Relatório | República Dominicana | 3 – 1                   | Argentina   | Quadra da Federação Paraguaia de Vôlei, Assunção |
| 15 de agosto de 2025 P2P3Relatório | 25 21 25             | Set 1 Set 2 Set 3 Set 4 | 17 21 25 19 | Quadra da Federação Paraguaia de Vôlei, Assunção |

Final
| 15 de agosto de 2025 P2P3Relatório | Brasil | 3 – 0             | México   | Quadra da Federação Paraguaia de Vôlei, Assunção |
| 15 de agosto de 2025 P2P3Relatório | 25     | Set 1 Set 2 Set 3 | 23 19 14 | Quadra da Federação Paraguaia de Vôlei, Assunção |

## Classificação Final
| Pos.              | Equipe               | Campanha | Campanha |
| Pos.              | Equipe               | V        | D        |
| ----------------- | -------------------- | -------- | -------- |
| Medalha de ouro   | Brasil               | 5        | 0        |
| Medalha de prata  | México               | 3        | 2        |
| Medalha de bronze | República Dominicana | 3        | 3        |
| 4                 | Argentina            | 3        | 2        |
| 5                 | Cuba                 | 4        | 2        |
| 6                 | Costa Rica           | 2        | 4        |
| 7                 | Paraguai             | 1        | 4        |
| 8                 | Chile                | 0        | 5        |

## Premiações individuais
Os destaques individuais da competição foram:
| *Most Valuable Player Julliana Gandra - Melhor Oposta Katielle Alonzo - Melhores Ponteiras Ana Luiza Rüdiger Whitney James - Melhor Levantadora Heloise Soares | - Melhores Centrais Julliana Gandra Maria Victoria Matich - Melhor Líbero Rashanny Solano - Maior Pontuadora Alondra Tapia | - Melhor Sacadora Lianet García Anglada - Melhor Receptora Rashanny Solano - Melhor Defensora Rashanny Solano |